# 雙水鄉
雙水鄉，是四川省鄰水縣下轄的一個鄉級行政單位。

## 沿革[1]
- 1953年3月21日，雙水鄉人民政府成立，隸屬第四區(罈同區)公所領導。1956年1月16日，雙水鄉併入罈同鄉，雙水鄉人民政府撤銷。1953年3月至1956年1月，雙水鄉人民政府鄉長是王永明、呂紹彬、龔永明。